# Вітер зі сходу (фільм, 2019)
«Вітер зі сходу» — український документальний фільм 2019 року, який присвячено війні в України. У фільмі режисера-постановника Катерини Степанкової використані кадри з поїздок українських акторів, зокрема Ади Роговцевої, на передову війни на сході України.

## Синопсис
Фільм розповідає про акторські виступи провідних майстрів українського театру та кіно під час війни на сході України протягом 2014—2019 років. Глядачами ставали місцеві жителі, які опинялися на лінії вогню чи вимушені були покинути окуповані міста та селища, а також українські військові, які потрапляли на імпровізовані вистави безпосередньо з боїв, чергувань, виїздів.
Ідея створення документального фільму про акторські виступи на сході належить директорові театру «Сузір'я» Олексію Кужельному. Головними героями стала родина Роговцевої та Степанкових, що завдяки накопиченому за сім років відеоматеріалу, розповіли про «свою» війну. Одним із героїв фільму стала також і Київська академічна майстерня театрального мистецтва «Сузір'я».
Режисером монтажу виступив ветеран доброволець-госпіталь'єр Євген Тітаренко, який у 2014—2015 роках рятував поранених, а решту часу фільмував побачене. Тому в документальному фільмі використані оригінальні хроніки, зняті на війні самим режисером. Виїзди акторів із виступами на фронт, починаючи з 2014 року, знімав Олексій Степанков-Ткаченко, онук Ади Роговцевої, а режисеркою стала її дочка Катерина Степанкова.
Театральна частина пов'язана з текстами Олександра Довженка. У фільмі використано вірші сучасних українських письменників, наприклад, Олени Степової, уривок з книги Лєри Буракової «Життя. P.S.», вірш-молитва Любові Якимчук. Наскрізною темою фільму стала пісня, написана актором і бардом Володимиром Маляренком на слова Катерини Бабкіної. Назва фільму пов'язана із віршем Юрія Іздрика «Теплий вітер торкається тіла як чиста сорочка», слова якого звучать піснею у фіналі фільму.
Музика композитора Івана Оглобліна, написана спеціально для цієї стрічки записана з Камерним оркестром міста Праги.
|  | «З 14-го року ми на Сході. У нас є команда, і ми їздимо туди. Ініціює все це моя дочка Катерина. З нами їздить мій онук. Він оператор, і знімав передову, знімав хлопців, і знімав нас, те, що грали, те, що ми робили. І назбиралося дуже багато матеріалу. І так був створений фільм "Вітер зі Сходу"», розповіла на презентації фільму у липні 2021 року Герой України Ада Роговцева. |

## Демонстрація
Презентація фільму відбулася 16 липня 2021 року в київському Будинку кіно за участі української акторки Ада Роговцева.

## У ролях
У фільмі взяли участь Ада Роговцева, Ахтем Сеітаблаєв, Лариса Руснак, Світлана Орліченко, Катерина Степанкова, Володимир Маляренко, Богдан Жданов, Олександр Кришталь, Ірина Горшкова, Матвій Скляренко.